# Абърейвън
Абъра̀вън (на английски: Aberavon; на уелски: Aberafan, Абера̀ван) е град в Южен Уелс, графство Нийт Порт Толбът. Градът започва непосредствено до северозападната част на град Порт Толбът. В северната му част протича река Аван (на уелски Afan). Южната му част е на залива Суонзи Бей на Атлантически океан. Разположен е на около 30 km на северозапад от столицата Кардиф. Има жп гара и малко пристанище. Населението му е 5335 жители според данни от преброяването през 2001 г.